# サラーマ・ムーサ
サラーマ・ムーサ（アラビア語: سلامة موسى (サラーマ・ムーサー), Salama Moussa, Salama Mousa, 1887年 - 1958年）は1920年代のエジプトのジャーナリスト。科学と文化で多岐にわたる知識を持ったことで知られる。ムーサの著作は今でも読まれ続けている。

## 略歴
ザガジグのコプト教徒の家に生まれた。1908年（21歳頃）、ムーサはヨーロッパに渡って文学、哲学、社会科学、自然科学を学び、以後もこれらについて研究を続けた。
ムーサはアラビア語エジプト方言、いわゆるアーンミーヤの普及に熱心だった。当時のエジプトの書き言葉は標準アラビア語であるフスハーであり、演劇などもフスハーで行われていたが、エジプトは非アラビア圏との交流も多く、口語と標準アラビア語にかなりの差があった。そのため、庶民には読み書きできない者も多かった。そのため、ムーサを始めとする文化人の一部は、口語をそのまま書き言葉とするべきだと主張し、特にムーサはこれに対して保守的な意見の人と激しい議論をしている。ムーサの持論は単に識字率の向上に留まらず、エジプト人の社会改革を目指したものだった。なお、エジプトの公用語は現在でもフスハーであり、口語の正式化については今でも議論がある。新聞など文字言葉はフスハーであるが、テレビやラジオではアーンミーヤが使われる。
ムーサはかつて、ノーベル文学賞を受賞したエジプトの作家ナギーブ・マフフーズに「君には才能があるが、エッセーは今一つだ」とアドバイスをしたこともあり、マフフーズはそれを機にエッセーの話題を慎重に選ぶようになっている。
彼の自伝である『サラーマ・ムーサの教育　Tarbiya Salama Musa』は、ターハー・フセインやアフマド・アミーンの自伝と並び、近代エジプトの文学史上、屈指の名作といわれる。
ムーサは重病により、1958年8月4日に死去した。